# Polycricus brachyceps
Polycricus brachyceps är en mångfotingart som beskrevs av Chamberlin 1944. Polycricus brachyceps ingår i släktet Polycricus och familjen storjordkrypare. Inga underarter finns listade i Catalogue of Life.